# Apoplanesia
Apoplanesia es un género de plantas con flores con dos especies perteneciente a la familia Fabaceae. Comprende 2 especies descritas y aceptadas.

## Taxonomía
El género fue descrito por Karel Presl y publicado en Symbolae botanicae . . . 1: 63, pl. 41. 1831. La especie tipo es: Apoplanesia paniculata C.Presl	 

## Especies
A continuación se brinda un listado de las especies del género Apoplanesia aceptadas hasta septiembre de 2012, ordenadas alfabéticamente. Para cada una se indica el nombre binomial seguido del autor, abreviado según las convenciones y usos.
- Apoplanesia cryptopetala Pittier
- Apoplanesia paniculata C.Presl